# Algoritmo de Booth
El algoritmo de multiplicación de Booth es un algoritmo de multiplicación que multiplica dos números binarios con signo en la notación de complemento a dos. El algoritmo fue inventado por Andrew Donald Booth y su esposa Kathleen Booth en 1950 mientras hacían investigación sobre cristalografía en la Universidad de Bloomsbury, en Birkbeck, Londres. Booth usaba calculadoras de escritorio que eran más rápidas en el desplazamiento que sumando, y creó el algoritmo para aumentar su velocidad. El algoritmo de Booth es de interés en el estudio de la arquitectura de computadoras.

## El algoritmo
El algoritmo de Booth examina pares adyacentes de 
bits del multiplicador Y de N-bits en la representación de complemento a dos con signo, incluyendo un bit implícito debajo del bit menos significativo, y-1 = 0. Para cada bit yi, para i corriendo desde 0 hasta N-1, los bits yi e yi-1 son considerados. Cuando estos dos bits son iguales, el acumulador del producto P se deja sin cambios. Cuando yi = 0 e yi-1 = 1, el multiplicando multiplicado por 2i es agregado a P; y cuando yi = 1 e yi-1 = 0, el multiplicando multiplicado por 2i es restado de P. El valor final de P es el producto con signo.
La representación del multiplicando y del producto no son especificadas; típicamente, éstos también están ambos en la representación de complemento dos, como el multiplicador, pero cualquier sistema de numeración que soporte la adición y la substracción trabajará igual de bien. Según lo indicado aquí, el orden de los pasos no está determinado. Típicamente, procede desde el bit menos significativo (LSB) al bit más significativo (MSB), comenzando en i = 0; la multiplicación por 2i es entonces típicamente reemplazado por el desplazamiento (shifting) incremental del acumulador P a la derecha entre los pasos; los bits bajos pueden ser desplazados hacia fuera, y las adiciones y substracciones subsecuentes entonces pueden ser hechas justo en los N bits más altos de P.
Hay muchas variaciones y optimizaciones sobre estos detalles.
El algoritmo es a menudo descrito como convertir secuencias de 1s en el multiplicador con un +1 de orden alto y un -1 de orden inferior en los extremos de la secuencia. Cuando una secuencia corre por el MSB, no hay +1 de orden alto, y el efecto neto es la interpretación como un negativo de valor apropiado.

## Procedimiento
Sean dos números, multiplicando y multiplicador, con longitudes en bits, x para el primero, e Y para el segundo:
- Se construye una matriz de tres filas y x+y+1 columnas. Se identifica las filas como, A la primera, S la segunda y P la tercera.

- Se inician los x primeros bits de cada fila con:
  - A, el multiplicando.
  - S, el complemento a dos del multiplicando.
  - P, ceros.

- Los siguientes y bits se completan con:
  - A, ceros.
  - S, ceros.
  - P, el multiplicador.

- Para finalizar la matriz, se inician a 0 todos los valores de la última columna.

Una vez iniciada esta matriz, se realiza el algoritmo.
- Se realizan y iteraciones del siguiente bucle.
  1. Se comparan los dos bits menos significativos de P, para realizar la siguiente acción:
    - 00 o 11: no se hace nada.
    - 01: P = P + A. Se ignora el desbordamiento (overflow).
    - 10: P = P + S. Se ignora el desbordamiento.

  2. Desplazamiento aritmético de P a la derecha (se conserva el bit de signo).

- Finalmente, tras y iteraciones, se elimina (mediante un desplazamiento) el último bit de la derecha (menos significativo), obteniendo el resultado.